# Into the Wild (film)
Into the Wild är en amerikansk film från 2007, baserad på boken In i vildmarken (originaltitel: Into the Wild) av Jon Krakauer från 1996.
Filmen regisserades av Sean Penn som också skrev manus. Skådespelare är bland andra Emile Hirsch, Jena Malone, Marcia Gay Harden, Vince Vaughn, William Hurt, Kristen Stewart och Catherine Keener. Filmen hade premiär på den italienska filmfestivalen CINEMA. Festa Internazionale di Roma 2007.
Historien är baserad på en verklig händelse. Christopher McCandless var en ung äventyrare, som reste runt i flera av USA:s vildmarker under ett par års tid. I april 1992 gav han sig ut i Alaskas vildmark, utan karta och med för lite proviant. Fyra månader senare påträffades han död i en övergiven buss från 1940-talet cirka fyra mil väster om orten Healy. Utan karta hade han inte kunnat återvända och svalt ihjäl.
Soundtracket i filmen är skrivet och framfört av Eddie Vedder.

## Rollista (i urval)
| Emile Hirsch       | – Christopher McCandless |
| Marcia Gay Harden  | – Billie McCandless      |
| William Hurt       | – Walt McCandless        |
| Jena Malone        | – Carine McCandless      |
| Catherine Keener   | – Jan Burres             |
| Brian H. Dierker   | – Rainey                 |
| Vince Vaughn       | – Wayne Westerberg       |
| Zach Galifianakis  | – Kevin                  |
| Kristen Stewart    | – Tracy Tarto            |
| Hal Holbrook       | – Ron Franz              |
| Thure Lindhardt    | – Mads                   |
| Signe Egholm Olsen | – Sonja                  |
| Jim Gallien        | – sig själv              |
| Leonard Knight     | – sig själv              |